# 多摩川花火大会 (世田谷区・川崎市)
世田谷区たまがわ花火大会（せたがやく たまがわ はなびたいかい）および川崎市制記念多摩川花火大会（かわさきしせいきねん たまがわ はなびたいかい）は、東京都世田谷区と神奈川県川崎市高津区にまたがる二子橋付近（東急田園都市線二子玉川駅・二子新地駅周辺）の多摩川河川敷で行われる花火大会である。2017年まではおおむね8月第3土曜日に開催されてきたが、同年に発生した落雷事故を受けて、2018年からは気候が安定しやすい10月開催に変更されている。

## 概要
世田谷区たまがわ花火大会と川崎市制記念多摩川花火大会は、国道246号二子橋および東急田園都市線多摩川鉄橋付近を中心とした多摩川河川敷（世田谷区玉川・鎌田と高津区諏訪地域）で各々開催される。
両大会は別々の大会であるが、開催場所が隣接しており、また1994年以降は同日開催が行われている（ただし2004年から2006年は世田谷区側のみ休止していた）。そのため周辺住民は「二子玉川の花火大会」として同一の大会とみなしている面もある。実際、交通規制等で両大会が協力する点も多い。上記の開催時期変更も、両区市が協議して決められた。
開催日時は基本的に毎年8月第3土曜日の午後7時頃から（ただし荒天時は翌日に順延）であった。なお2011年の大会では、世田谷区側大会が東日本大震災の影響等を鑑みて開催を取り止め、川崎側の単独開催となり、開催日程も10月1日となった。
打上数は両大会それぞれ約6,000発、合計約12,000発。観客数は両大会あわせて通年60万-70万人程度、最高で100万人を数えた年もある。川崎市側単独開催となった2004年-2006年は30万人前後であった。
これらの大会は自治体による出資のほか、地元の商店・企業などからの寄付、地域住民の募金活動や警備の応援、ボランティアによるごみの片付けや事後清掃活動などによっても支えられている。世田谷区南部、川崎市および多摩田園都市地域における夏の風物詩になっていた。
- 2013年は、世田谷区と川崎市の両大会共に、8月17日土曜日の午後7時から8時まで打上げられた。
- 2014年は、世田谷区と川崎市の両大会共に、通常より一週間ずれた8月23日土曜日の午後7時から8時まで打上げられた。

### 各大会の内容

#### 世田谷区たまがわ花火大会
主催は「世田谷区たまがわ花火大会実行委員会」。打ち上げ場所は多摩川左岸の二子橋より上流、世田谷区鎌田一丁目の二子玉川緑地付近。
2004年から2006年までは、会場付近で多摩川と合流する野川の水害防止のための河川改修工事が行われており、「観客の安全を図れない」という理由で休止されていた。しかし、2007年3月に河川改修工事が完成し、2007年に再開された。
また2011年は東日本大震災の影響で、節電によって近郊電車の増発が困難と見込まれたことと、自治体や警察・消防など関係機関が被災地へ人員を派遣していて花火大会の警備等に割く人員の不足が懸念されたことなどを理由に、開催休止とされた（川崎市側は単独で10月1日に開催した）。
- 花火の特徴
  - 打ち上げ場所となる多摩川の河川敷が広いため、尺玉（10号）サイズの花火の打ち上げが可能。
  - 2012年大会のテーマは「希望」。

#### 川崎市制記念多摩川花火大会
川崎市主催で、地元企業や商店、地域住民などが後援して開催される。打ち上げ場所は多摩川右岸の二子橋より下流、川崎市高津区諏訪地先の多摩川河川敷。
観覧場所となる花火会場は、川崎側の河川敷の本会場の他に、対岸の世田谷側にも東京会場が設けられる。
川崎市の多摩川花火大会は、1929年に第1回が開催され、80回以上を数える歴史ある花火大会である。当初は六郷橋付近で開催され、その後多摩川大橋付近での開催を経た後、1975年より現在の二子橋付近で開催されている。なお、太平洋戦争時および多摩川大橋付近の交通事情に問題があった数年間は中止されている。
2011年は、東日本大震災の影響により夏場の電力確保が制限されている中、電車の増発が困難である事などを理由に、10月1日の開催となった。
- 花火の特徴
  - 打ち上げ場所となる多摩川の河川敷が川崎側では狭く住宅地に近接しているため、尺玉（10号）サイズの花火の打ち上げはできない。
  - 多摩川の花火大会で良くみられる「ノンストップ打ちっぱなし」スタイル。
  - 近年ではフィナーレに、コンピュータ制御で音楽に合わせて花火を打ち上げる「ハナビリュージョン」の演目が行われる。

## 中継
- 毎年、東急田園都市線沿線に展開するケーブルテレビ局イッツ・コミュニケーションズにおいて生中継されている。2014年は2つのチャンネルを使い世田谷区・川崎市側から同時中継する。J:COM（世田谷、調布・狛江、町田・川崎）でもJ:COMチャンネルで、横浜ケーブルビジョンでも生中継。
- コミュニティFMのFM世田谷でも中継（1998年から2019年まで、中断の年有り）。

## 交通

### 鉄道
左岸（世田谷区側）の最寄駅は東急田園都市線・大井町線二子玉川駅および大井町線上野毛駅。
右岸（川崎市側）の最寄駅は東急田園都市線二子新地駅だが、非常に混雑するため入場制限されることがある。このため近接する東急高津駅や溝の口駅、JR南武線武蔵溝ノ口駅から徒歩で会場に向かうことが推奨されている。各駅には誘導係員が配置され、大山街道（高津十字路〜二子橋間）を車両通行止めとして会場へ向かう観客の安全と利便を図っている。
なお、花火大会開催時には東急田園都市線と大井町線および田園都市線と直通運転する東京メトロ半蔵門線は臨時ダイヤが実施される。田園都市線梶が谷駅での折り返し列車が設定されるなど増発がなされるほか、田園都市線は全列車が各駅停車となる。また各駅前は大変混雑するため、知人との待ち合わせ等はしないよう呼びかけられている。
二子玉川駅（以前は二子玉川園駅）で大井町線が1・4番線から発着していた頃、安全確保のために2番線の野川上ホーム柵に白幕が張られ、ホーム上から花火鑑賞できないようにしていた。

### 路線バス
以下、2023年開催前に公表された運行形態を記載する。空港各路線・高速各路線は「二子玉川ライズ・楽天クリムゾンハウス」「二子玉川駅」バス停を合わせて「二子玉川駅界隈」と略記する。
右岸（川崎市側）
- 向02 新二子橋－久地駅前－向ヶ丘遊園駅南口

向02系統は当日夕刻より二子玉川駅－新二子橋間が区間運休となり、上記区間での運行となる。このうち新二子橋バス停が花火大会会場の最寄りとなる。
左岸（世田谷区側）
当日15時頃より各系統で全面運休または区間運休が行われる。
- 玉12：駒沢大学駅前－二子玉川（高島屋前）間折り返し、二子玉川－高津営業所間は一部運休。
- 渋12：渋谷駅行は二子玉川（高島屋前）発で運行、渋谷駅発は通常運行。
- 「喜多見・宇奈根地区オンデマンド輸送」・玉06・玉11・玉21・玉30：最終バスまで全面運休。
- 玉31・玉07・玉08：吉沢－二子玉川駅間を区間運休し、通常の吉沢バス停に代えてコヤマドライビングスクール二子玉川の敷地内で折り返す。21時頃から二子玉川駅発着で通常運行再開し、成城学園前駅方面へ増発便を運行。
- 黒02：最終バスまで上野毛駅－二子玉川駅間を区間運休。
- 二子玉川駅→瀬田中学経由瀬田営業所行は運休。
- 空港各路線：二子玉川駅界隈からの発車を最終バスまで運休、二子玉川駅界隈へ向かうバスは規制解除時間帯より再開。
- 高速各路線：花火大会の実施・中止に関わらず、二子玉川駅界隈のバス停を休止。

### 道路
当日16時以降、会場周辺道路では大幅な交通規制が行われる。概ね、多摩川両岸の第三京浜多摩川橋から新二子橋の間の道路は自動車通行禁止となり、違法駐車の取り締まりが強化される。当然ながら駐車場はなく、来場者は徒歩または公共交通機関を利用する必要がある。
また、多摩川サイクリングコースは会場設営が始まる昼頃以降は通行止めとなり、二子橋付近など特定の場所以外から河川敷への出入りが制限され、付近の歩道橋などは観客が集まると危険なため閉鎖される。
二子橋・新二子橋は開催中も通行可能だが大変混雑し、また当然ながら橋上・道路上での花火見物はできない。二子橋の歩道橋は混雑時に通行止めとなる。

## 歴史

### 川崎市制記念多摩川花火大会
- 1929年（昭和4年） - 六郷橋付近で第1回開催。
- 1949年（昭和24年） - 太平洋戦争に伴う中断を経て再開。
- 1954年（昭和29年） - 以後、多摩川大橋付近にて開催。
- 1968年（昭和43年） - 1971年（昭和46年） - 交通事情の問題から開催せず。
- 1972年（昭和47年） - 政令指定都市昇格前夜祭として花火大会を実施。
- 1973年（昭和48年） - 市制記念事業として花火大会を再開。
- 1975年（昭和50年） - 以後、二子橋付近（川崎市高津区諏訪地先）にて開催。
- 1994年（平成6年） - 以後、世田谷側の大会と同日開催。
- 1995年（平成7年） - 大会最高の100万人を超える人出（両大会通算）。
- 2003年（平成15年） - 荒天・増水のため中止。
- 2004年（平成16年） - 2006年（平成18年） - 世田谷側の休止により単独開催。
- 2008年（平成20年） - 世田谷区と同時開催。
- 2011年（平成23年） - 東日本大震災の影響で、10月1日に延期し開催。
- 2018年（平成30年） - 開催時期を10月第3土曜日に変更。
- 2020年以降コロナの影響で3年連続中止
- 2023年（令和5年） - 世田谷区と同時開催。

### 世田谷区たまがわ花火大会
- 1994年（平成6年） - 以後、川崎側の大会と同日開催。
- 1995年（平成7年） - 大会最高の100万人を超える人出（両大会通算）。
- 2003年（平成15年） - 以後、2006年（平成18年）まで野川改修工事にともない休止。
- 2007年（平成19年） - 同工事完了により再開。
- 2008年（平成20年） - 川崎市と同時開催。
- 2011年（平成23年） - 東日本大震災の影響により中止。
- 2017年（平成29年） - 夕方頃からの雷雨・暴風で中止が決まっていたが、既に人が集まっていた近くの公園で落雷があり、9人が病院搬送[2]。
- 2018年（平成30年） - 開催時期を10月第3土曜日に変更。
- 2020年以降コロナの影響で3年連続中止
- 2023年（令和5年） - 川崎市と同時開催。

## 画像

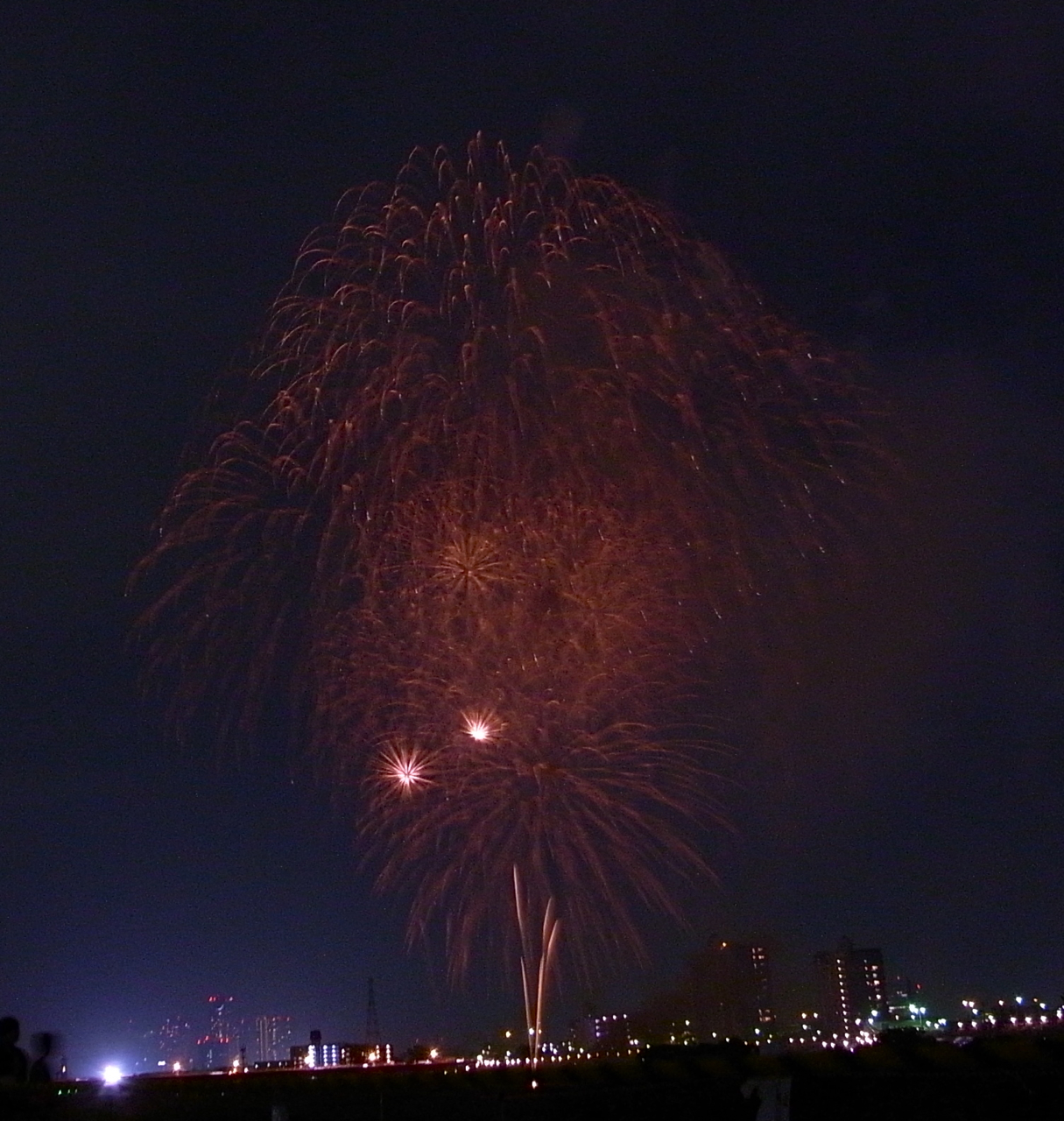
2009年の川崎市側大会
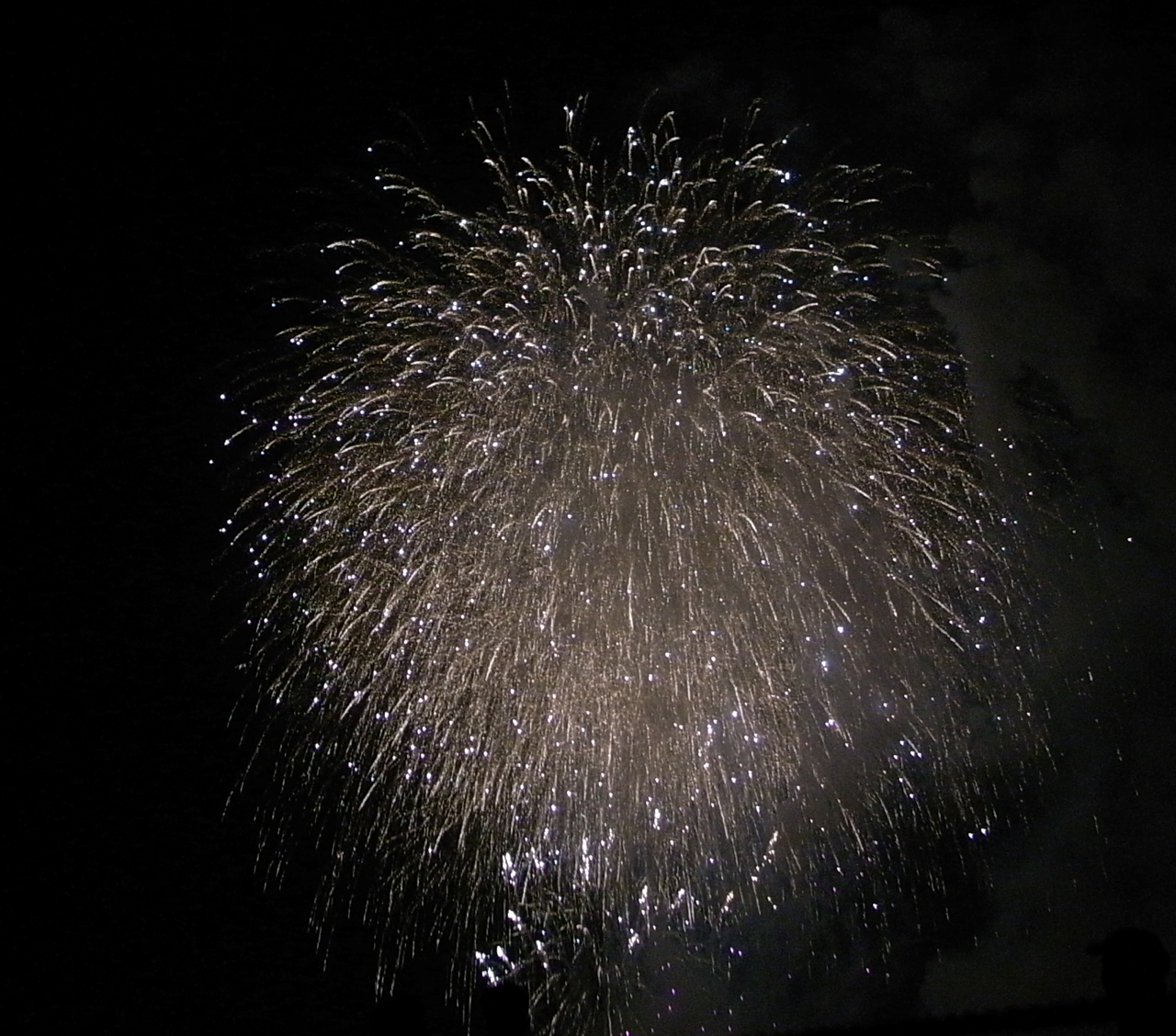